# Live in Europe (TransAtlantic)
Live in Europe is het tweede live-muziekalbum van de band Transatlantic. Het album is opgenomen in 013 in Tilburg. Het concert werd gegeven ter promotie van het studioalbum Bridge Across Forever. Het album bevat vooral lange nummers, door de band zelf 'epics' genoemd. 
De traditie om met Transatlantic regelmatig covers te spelen komt tot uiting in het verweven van nummers van Abbey Road van The Beatles; met eigen werk 'Suite Charlotte Pike'.
Om de complexe nummers van hun albums ook live te kunnen uitvoeren speelt Daniel Gildenlöw van Pain of Salvation mee.

## Musici
- Neal Morse – zang, toetsen en gitaar
- Mike Portnoy – slagwerk
- Roine Stolt – gitaar en zang
- Pete Trewavas – basgitaar, zang
- Daniel Gildenlöw – gitaar, toetsen, percussie en zang

## Composities
Allen door Neal Morse/Roine Stolt/Pete Trewavas/Mike Portnoy behalve waar aangegeven:

### Cd 1
1. Duel With The Devil – 26:00
  1. Motherless children
  2. Walk away
  3. Silence of the night
  4. You’re not alone
  5. Almost home
2. My New World – 16:20
3. We All Need Some Light – 6:41 – (Morse)
4. Suite Charlotte Pike Medley – 30:55
  1. If She Runs
  2. You Never Give Me Your Money (John Lennon / Paul McCartney)
  3. Mr. Wonderful
  4. Mean Mr. Mustard (Lennon / McCartney)
  5. Polythene Pam (Lennon / McCartney)
  6. She Came In through the Bathroom Window (Lennon / McCartney)
  7. Temple of the Gods
  8. Motherless Children / If She Runs (Reprise)
  9. Golden Slumbers (Lennon / McCartney)
  10. Carry That Weight (Lennon / McCartney)
  11. The End (Lennon / McCartney)
  12. Her Majesty (Lennon / McCartney)

### Cd 2
1. Stranger in Your Soul – 30:36
  1. Sleeping Wide Awake
  2. Hanging in the Balance
  3. Lost and Found Pt. 2
  4. Awakening the Stranger
  5. Slide
  6. Stranger in Your Soul
2. All of the Above – 30:20
  1. Full Moon Rising
  2. October Winds
  3. Camouflaged in Blue
  4. Half Alive
  5. Undying Love
  6. Full Moon (Reprise)

Op 18 november 2003 volgde een dvd van het concert. Ook verscheen er een versie in beperkte oplage, met daarin de dubbel-cd, de dvd en een bonus-dvd met een uitvoering van Pink Floyds Shine On You Crazy Diamond en beelden van achter de schermen.